# Sport Clube Beira-Mar
El Sport Clube Beira-Mar es un club de fútbol portugués con sede en Aveiro. Fue fundado en 1922 y actualmente juega en el Campeonato de Portugal. Sport Clube Beira-Mar es un club muy representativo en la Región Centro.

## Historia
El club deportivo fue fundado el 31 de diciembre de 1922 por un grupo de ciudadanos de Aveiro. El nombre Beira-Mar hace referencia al costero barrio viejo de la villa, atravesado por canales fluviales.
La entidad debutó en la Primera División de Portugal en la temporada 1961-62, y se hizo un hueco en la máxima categoría a partir de la década de 1970. Por sus filas llegaron a pasar jugadores internacionales como Eusébio da Silva (1975) y António Veloso (1978-1980), aunque a nivel de resultados siempre fue un equipo que luchaba por la permanencia.
El mayor logro en la historia del Beira-Mar fue la consecución de la Copa de Portugal de 1999. Los aurinegros derrotaron al S.C. Campomaiorense por 1:0 en el Estadio Nacional con un gol de Ricardo Sousa, hijo del entrenador António Sousa. A pesar del triunfo, el equipo descendió a Segunda División ese mismo año. En la siguiente temporada pudo debutar en la Copa de la UEFA —siendo derrotado en primera ronda por el Vitesse Arnhem— y recuperó la máxima categoría.
Con varios cambios de propietario y una serie de resultados irregulares, la sociedad anónima deportiva fue adquirida en 2011 por el empresario iraní Majid Pishyar, dueño a su vez del Servette suizo. Dos años después fue revendida a un grupo italiano que tampoco supo afrontar las deudas que iban acumulándose. En la temporada 2012-13 el Beira-Mar descendió a Segunda División, y antes de que comenzara la campaña 2015-16 fue expulsado de la Liga Profesional por impagos.
Sin opciones para inscribirse en las competiciones nacionales, el Beira-Mar tuvo que comenzar desde la quinta categoría, en los torneos del distrito de Aveiro, con una nueva directiva formada por socios y simpatizantes. En la temporada 2019-20 regresó al Campeonato de Portugal.

## Estadio
El Beira-Mar juega sus partidos en el Estadio Municipal de Aveiro, construido con motivo de la Eurocopa 2004 y situado en las afueras de Aveiro. Sus gradas pueden albergar más de 30.000 espectadores, si bien la afluencia media es notablemente inferior.
El equipo jugó entre 1935 y 2003 en el Estádio Mário Duarte, ubicado en la cercanías del campus de la Universidad de Aveiro, con un aforo de 12.000 espectadores. Después de la Eurocopa, el equipo continuó utilizando el viejo estadio para sus entrenamientos y para los encuentros de las categorías inferiores. Sin embargo, entre 2015 y 2018 el primer equipo regresó al viejo campo porque no podía contribuir en los costes de mantenimiento del Municipal de Aveiro.

## Palmarés

### Torneos nacionales
- Copa de Portugal (1): 1998–99
- Liga de Honra (2): 2005–06, 2009–10
- Segunda División (3): 1960–61, 1964–65, 1970–71
- Tercera División (1): 1958–59
- Taça Ribeiro dos Reis (1): 1964–65
- Primera División de Aveiro (2): 2019/20, 2021/22

## Competiciones europeas
| Temporada | Torneo          | Ronda | Club    | Casa | Fuera | Global |
| --------- | --------------- | ----- | ------- | ---- | ----- | ------ |
| 1999–2000 | Copa de la UEFA | 1.ª   | Vitesse | 1–2  | 0–0   | 1–2    |